# Sassacus bicinctus
Sassacus bicinctus är en spindelart som beskrevs av Simon 1901. Sassacus bicinctus ingår i släktet Sassacus och familjen hoppspindlar. Inga underarter finns listade i Catalogue of Life.